# 唯一絕不動搖的東西
《唯一絕不動搖的東西》（日语：ゆるぎないものひとつ），是日本摇滚组合B'z的第41張單曲。2006年4月12日由VERMILLION RECORDS发行。

## 簡介
继《ONE》（《名侦探柯南：世纪末的魔术师》）、《Everlasting》（《名偵探柯南：貝克街的亡靈》）之后，第三次作为《名侦探柯南》剧场版主题曲
这次是作为《名侦探柯南》剧场版10周年作品《名偵探柯南：偵探們的鎮魂歌》的主题曲。
單曲的全2首歌曲收錄於專輯MONSTER。對上一張全首歌曲收錄於專輯的單曲已經是16年前的LADY-GO-ROUND。
最終銷量約23.3萬張。

## 收錄曲
| 曲序 | 曲目                   | 时长 |
| ---- | ---------------------- | ---- |
| 1.   | 唯一絕不動搖的東西（） | 4:37 |
| 2.   | 小丑（）               | 3:14 |

## 制作人员
- 松本孝弘：吉他・全曲作曲・編曲
- 稻叶浩志：主唱・全曲作詞・編曲
- Shane Gaalaas：鼓手
- 德永曉人：电贝司・全曲編曲
- 徳永友美：弦乐演奏（#1）
- TAMA MUSIC Strings：弦乐演奏（#1）

## 主题曲
- 东宝电影《名偵探柯南：偵探們的鎮魂歌》主题曲（#1）
- 电视广告宣传歌曲。（#2）

## 收录专辑
- 《MONSTER》 （両曲）
- 《THE BEST OF DETECTIVE CONAN 〜The Movie Themes Collection〜》 （#1）
- 《THE BEST OF DETECTIVE CONAN 3 〜名探偵柯南 主題曲集3〜》 （#1）
- 《B'z The Best "ULTRA Treasure"》 （両曲）